# Балькештрассе (Бенрат)
Балькештрассе (нем. Balckestraße) — улица в Дюссельдорфе (район Бенрат). Одна из внутренних улиц административного района Бенрат (Восточный Бенрат).

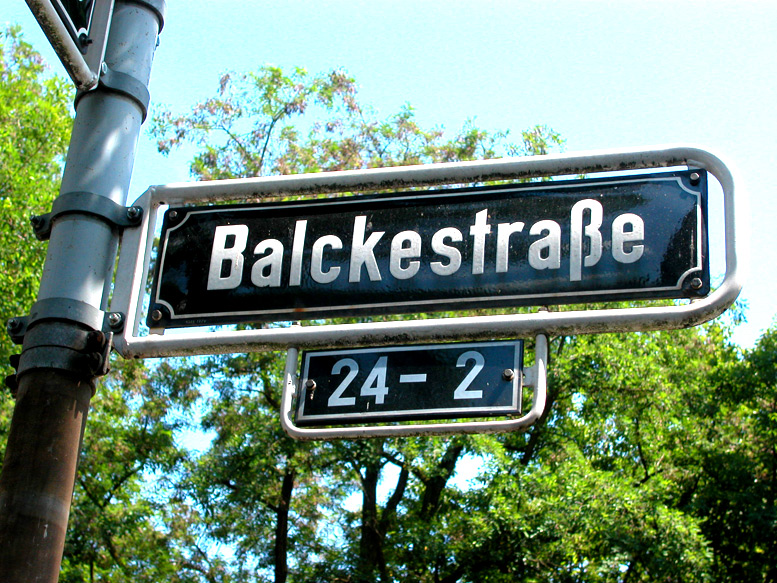
Указатель улицы, 16.07.2009

## Общие сведения

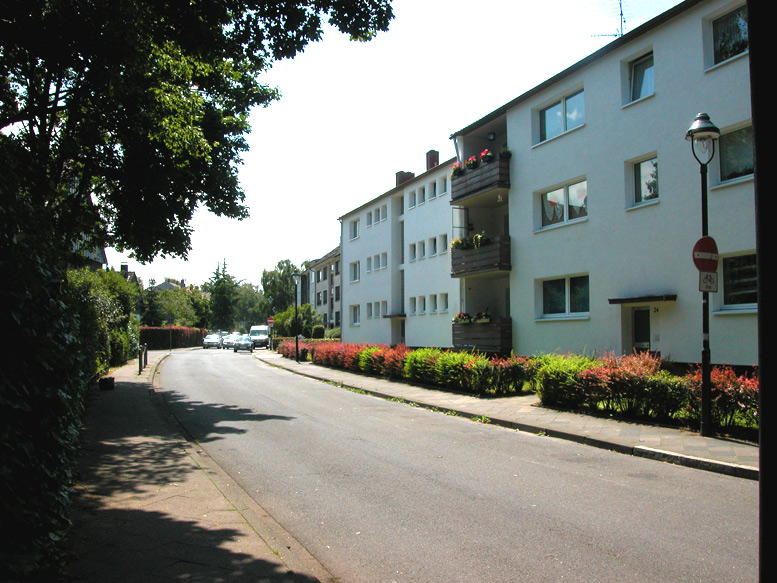
Вид улицы со стороны Паульсмюленштрассе, 16.07.2009

Улица Балькештрассе протягивается с юга на север между Штайнхауэрштрассе (нем. Steinhauerstraße) и Паульсмюленштрассе (нем. Paulsmühlenstraße). В этом же направлении идёт нумерация домов: по правую сторону нечётные от № 5 до № 11 и по левую сторону чётные от № 2 до № 24. С востока к улице примыкает Райнштальштрассе (нем. Rheinstahlstraße).
Это жилая улица, здесь нет ни одного промышленного предприятия или торгового заведения. Из зданий общественного пользования можно назвать только небольшой детский сад с продлённым режимом работы (дом № 11). Движение одностороннее от Штайнхауэрштрассе. Протяжённость — 180 метров.

## История
Улица была застроена, предположительно в XIX веке и заселена рабочими. В то время она называлась Луизенштрассе. В 1929 году, по предложению бургомистра Бенрата, переименована в Балькештрассе. Названа в честь промышленника Бальке, основывавшего в 1874 году совместно с Германом Августом Флендером завод по производству труб «Balske & Co». В 1899 году производство стало акционерным обществом «Balcke, Tellering & Co». Позже большая часть акций была приобретена рейнским сталеплавильными предприятиями Дуйсбурга, а производство труб в Бенрате прекращено.
Улица застраивалась и перестраивалась многократно.

## Архитектура

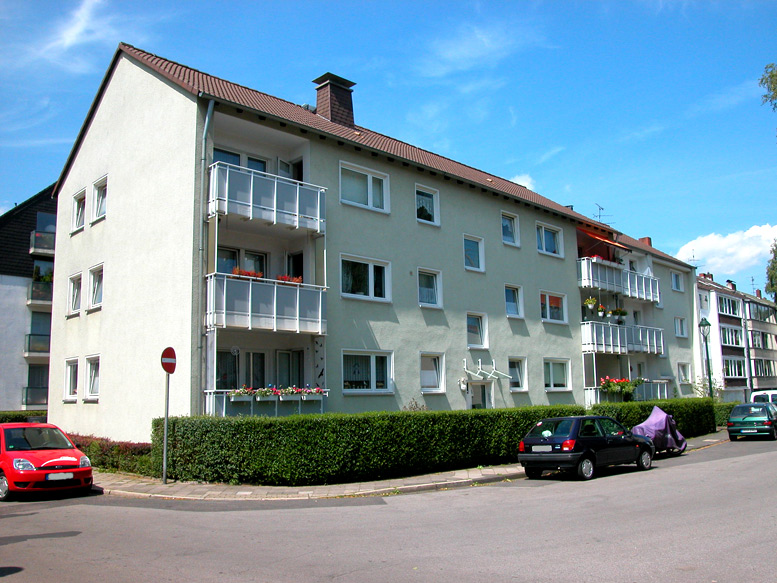
Дома 2-4, 16.07.2009

Зданий, представляющих собой архитектурную ценность и охраняемых законом на улице нет. Почти все они возведены во второй половине XX века и не представляют какой-либо единой системы.  Крыши двускатные, черепичные. В основном это трёхэтажные сооружения с большим количеством гаражей. Всего насчитывается 41 гараж разных типов.
Квартиры сдаются в наём (за редким исключением) и предназначены для людей малого и среднего уровня достатка. Подъезды многоквартирные.

## Озеленение
На улице практически отсутствует регулярное городское озеленение. Только у детского сада посажено единственное дерево, ограждённое от наездов автомобилями. Вся растительность — в частных палисадниках.  Цветов много, но недостаточно красивый дизайн. Среди деревьев выделяются высокие берёзы  у дома № 12 и рябина  у детского сада. Здесь же привлекает внимание высокое дерево с ветвями и листьями необычной экзотической формы. Зелёная зона у домов занимает до половины ширины улицы.

## Проезжая часть

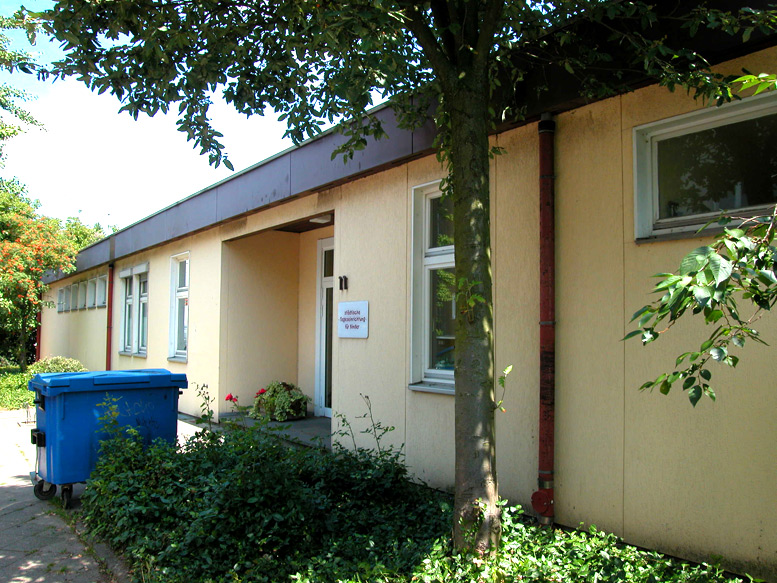
Детский сад, 16.07.2009

Ширина шесть метров. Разметка отсутствует. Асфальт среднего качества. Для парковки используются обе стороны дороги, для проезда остаётся свободной средняя часть улицы. Дополнительные парковочные места оборудованы у детского сада в виде кармана, рассчитаны на 4 автомобиля.
Скорость движения ограничена 50 км/час.
По границе с тротуаром вмонтированы люки водосточной канализации. Только по чётной стороне, всего 8 штук. Безопасны для велосипедистов.
С левой стороны улицы стоят 6 столбов газового освещения.
Тротуары по 1,5 метров ширины по обе стороны улицы.

## Организации
- Дом № 5. Школа собак.[1]
- Дом № 7. PC шоп Бенрат.[2]
- Дом № 11. Детский сад.[3]

## Общественный транспорт
На улице нет линий общественного транспорта. Ближайшая остановка автобуса 788 (конечная) находится на Паульсмюленштрассе, сразу же в конце улицы Балькештрассе.

## Велосипедное движение

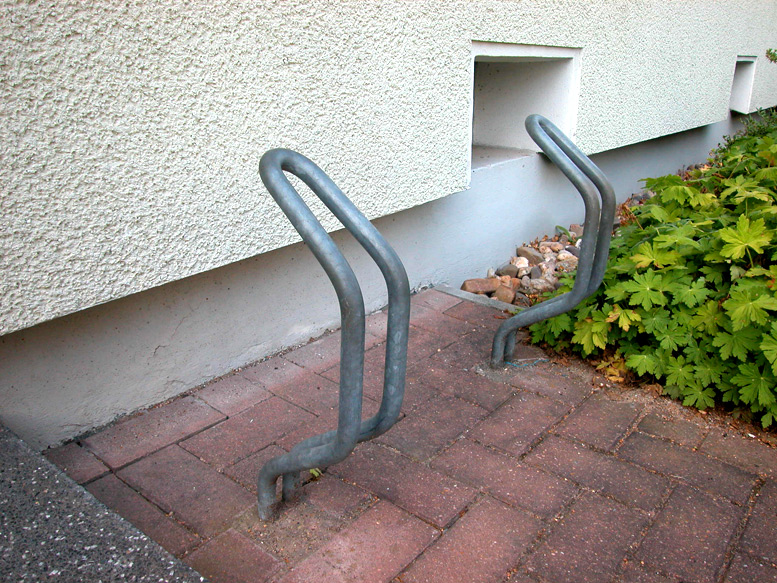
Велопарковка у дома № 4, 16.07.2009

Не ограничено знаками и, в отличие от автомобилей, велосипедистам разрешено двустороннее движение. По улице не проходит ни одного маркированного веломаршрута и улица используется местными жителями в основном для хозяйственных велопоездок.
Велопарковок явно недостаточно. Имеются всего 3 велопарковки: одна у детского сада, рассчитана на 12 велосипедов и две небольшие парковки у домов 2-4, рассчитаны на 4 велосипеда у каждого дома. Остальные владельцы велосипедов вынуждены привязывать свои велосипеды к столбам освещения и столбам дорожных указателей.

## Улицы-тёзки
В связи с редким, можно сказать, индивидуальным, названием улицы, нет населённых пунктов с улицами-тёзками.